# فزون‌تاج
فزون‌تاج (نام علمی: Zalophus) نام یک سرده از تیره فک گوش‌دار است.

## گونه‌ها
- Z. californianus: شیر دریایی کالیفرنیا[۱]
- Z. japonicus: شیر دریایی ژاپنی †[۲]
- Z. wollebaeki: شیر دریایی گالاپاگوس[۳]